# Stelis lugoi
Stelis lugoi är en orkidéart som beskrevs av Carlyle August Luer och Endara. Stelis lugoi ingår i släktet Stelis och familjen orkidéer. Inga underarter finns listade i Catalogue of Life.